# Lycodes rossii
Lycodes rossii es una especie de pez de la familia de los Zoarcidae en el orden de los perciformes.

## Morfología
- Los machos pueden llegar a alcanzar los 31 cm de longitud total.[1] y 63,6 g de peso.[2]
- Número de vértebras: 98-99.[3]

## Alimentación
Los ejemplares más pequeños comen anfípodos, isópodos y
bivalvos pequeños, mientras que los más grandes se alimentan de gambas, cochinillas de la humedad y peces hueso.

## Hábitat
Es un pez de mar y de Clima polar y demersal.

## Distribución geográfica
Se encuentra en Alaska, el Canadá, Groenlandia, Islandia, Noruega y Rusia.

## Costumbres
Es bentónico

## Observaciones
Es inofensivo para los humanos. 